# Karcagi csatkarika
A karcagi csatkarika egy régészeti lelet, amely egyes vélemények szerint a székely–magyar rovás egyik legérdekesebb írásemléke, amely a kunok földjén került elő. 

## Felfedezése
Karcagon, az orgondaszentmiklósi kun temető (Ma Berekfürdő külterülete) 170. sírjából hiteles ásatáson került elő a 14. századra keltezett bronz csatkarika. Varga Géza szerint a leleten a székely írás jeleihez hasonló jelsorozat látható. A lelet a szolnoki Damjanich János Múzeumban tekinthető meg.

## Leírása
Kicsiny bronzcsat, amelynek a karikáján körbefutó felirat helyezkedik el. 4,9 cm átmérőjű, 1 cm széles. A felirat jeleit poncolással ütögették bele a bronzlemezbe.